# Paraphoxus tridentatus
Paraphoxus tridentatus är en kräftdjursart. Paraphoxus tridentatus ingår i släktet Paraphoxus och familjen Phoxocephalidae. Inga underarter finns listade i Catalogue of Life.